# Friedrich Schwarz (Übersetzer)
Friedrich Schwarz (* 30. September 1897 in Noworossijsk; † 28. Juli 1963 in Berlin) war ein deutscher Antifaschist, der als Literaturwissenschaftler und Übersetzer tätig war.

## Leben
Als Sohn eines deutschen Chemikers, der in Südrussland an der Schwarzmeerküste in einer Zementfabrik tätig war, verbrachte Friedrich Schwarz seine ersten Lebensjahre im Russischen Reich. Da er sich aus antimilitaristischer Überzeugung zeit seines Lebens weder als Reichsdeutscher noch als Bürger der Bundesrepublik Deutschland ansah, besaß er seit 1918 einen Pass als Staatenloser (Nr. 0159647). Er begann sein Universitätsstudium in Tartu und siedelte am 9. Dezember 1918 nach Berlin über, um dort sein Studium fortzusetzen. Vom Sommersemester 1919 bis 1923 studierte er in Berlin und Freiburg/Breisgau Geschichte und Volkswirtschaftslehre.
Von 1923 bis 1928 war er in Berlin bei Siemens und Philips als volkswirtschaftlicher Referent für die Wiederaufnahme und Vertiefung der wirtschaftlichen Beziehungen zur Sowjetunion tätig. Von 1929 bis 1933 nahm er an der Berliner Universität ein Studium der Slawistik und Geschichte auf, interessierte sich dabei ganz besonders für die Geschichte der Sowjetunion. Zusammen mit seinem Freund Leopold Silberstein (1941 von den Nationalsozialisten ermordet) gründete er an der Berliner Universität eine fortschrittlich gesinnte slawistische Arbeitsgemeinschaft, deren Ziel es war, die Kulturen der slawischen Völker zu vertiefen und vermitteln. Am Tag der Machtergreifung der Nationalsozialisten, am 30. Januar 1933, wurde diese Arbeitsgemeinschaft mit ihren ca. 20 wissenschaftlichen Mitarbeitern aufgelöst. Fast alle Mitglieder dieser Arbeitsgemeinschaft fielen dem nationalsozialistischen Terror zum Opfer.
Gemeinsam mit seiner Frau, der Schauspielerin Mary Schneider-Braillard, gründete Schwarz in Berlin 1927 die „Europäische Tribüne“. An ihr wirkten unter anderem Heinrich Mann, Thomas Mann, Jakob Wassermann, Ernst Toller, Alfred Wolfenstein, Alfons Goldschmidt, Arnold Zweig, Max Pechstein und Jean-Richard Bloch. Seine Frau wurde am 28. März 1933 verhaftet und in das Frauengefängnis Barnimstraße eingeliefert. Auf Druck des ausländischen Presseverbandes wurde sie am 8. Mai 1933 vorübergehend aus der Haft entlassen. Am 27. August 1933 flohen Schwarz und seine Frau nach Dänemark. Dort fanden sie zunächst Zuflucht bei der Schriftstellerin Karin Michaelis und trafen bei ihr unter anderem auf Bertolt Brecht, Helene Weigel und Theodor Plievier. Sie lebten von 1933 bis 1941 als Emigranten in Dänemark, Estland, in der Tschechoslowakei und in Frankreich, wo sie sich in den jeweiligen antifaschistischen Exilantenkreisen engagierten. Im August 1941 wurden sie von der Gestapo verhaftet und getrennt in Konzentrationslagern interniert. Schwarz war von 1941 bis zum Ende des Krieges in Sachsenhausen und Buchenwald inhaftiert. Seine Frau wurde von 1941 bis 1945 in Ravensbrück gefangen gehalten. Anfang September 1945 erhielt Schwarz den roten Ausweis als Opfer des Faschismus und lehrte daraufhin Literatur und Russisch an verschiedenen Volkshochschulen. Ab 1951 arbeitete er als freier Mitarbeiter für verschiedene DDR-Verlage wie VEB Verlag der Kunst (Dresden), Volk und Welt (Berlin), Verlag der Nation (Berlin), Akademie-Verlag (Berlin), Deutscher Verlag für die Wissenschaften (Berlin). Seine letzten Lebensjahre verbrachte er an der Seite seiner Frau in Berlin-Grunewald, Fontanestraße 17.

## Werke

### Übersetzungen ins Deutsche
- Friedebert Tuglas: Am Rande der Welt, Tartu: Krüger, 1935 (aus dem Estnischen).
- Albert Kivikas: Am Moor: zwei Novellen, Tartu: Krüger, 1936 (aus dem Estnischen).
- Alexander Serafimowitsch: Ausgewählte Werke, Berlin: Aufbau-Verlag, 1956 (aus dem Russischen).
- Laurens van der Post: Das dunkle Auge Afrikas, Berlin: Henssel, 1956 (aus dem Englischen).
- Friedebert Tuglas: Illimar. Roman einer Kindheit, Berlin: Verlag Der Morgen, 1959 (aus dem Estnischen).
- Rudolf Broby-Johansen: Kunst und Umwelt: eine Übersicht der europäischen Stilentwicklung, Dresden: VEB Verlag der Kunst, 1959 (aus dem Dänischen).
- Michail Kozjubynsky: Fata Morgana. Erzählung, Berlin: Aufbau-Verlag, 1960 (aus dem Russischen).
- Ranuccio Bianchi-Bandinelli: Wirklichkeit und Abstraktion, Dresden: VEB Verlag der Kunst, 1962 (aus dem Italienischen).
- Ferdinando Bologna: Die Anfänge der italienischen Malerei, Dresden: VEB Verlag der Kunst, 1964 (aus dem Italienischen).

### Herausgeberschaften
- Iwan Turgenjew: Erste Liebe und andere Novellen, übersetzt von Ena von Baer und Ekkehard Jaekel, Leipzig: Diederich, 1953 (Nachwort).
- Lew Tolstoj: Die Kreutzersonate und andere Erzählungen, übersetzt von Ena von Baer, Leipzig: Diederich, 1954 (Nachwort).
- Fjodor Sologub: Meisternovellen, aus dem Russischen übertragen von Alexander Eliasberg, Zürich: Manesse, 1960 (Nachwort).